# Atlético Clube de Portugal
L'Atlético Clube de Portugal és un club de futbol portuguès de la ciutat de Lisboa, del barri d'Alcântara. També té seccions de futbol sala i basquetbol.

## Història
El club va ser fundat el 18 de setembre de 1942, després de la unió de Carcavelinhos Football Clube i União Foot-Ball Lisboa. União va ser fundat el 3 de març de 1910 inicialment anomenat Grupo dos 15 ("Group of 15"). El Carcavelinhos va ser fundat el 1912 i el 1928 guanyà el Campionat de Portugal. Atlético arribà dos cops a la final de copa a la dècada de 1940.

## Palmarès
Atlético
- Segona divisió portuguesa de futbol: 
  - 1944-45, 1958-59, 1967-68
- Tercera divisió portuguesa de futbol:
  - 2003-04, 2005-06
- Copa portuguesa de futbol: 
  - Finalista: 1945-46, 1948-49

Carcavelinhos
- Campionat de Portugal: 
  - 1927-28
- Segona divisió portuguesa de futbol: 
  - 1934-35, 1938-39

União de Lisboa
- Campionat de Portugal: 
  - Finalista: 1928-29

## Basquetbol
La secció de basquetbol va guanyar la Taça de Portugal de Basquetebol el 1944 i 1954 i fou finalista el 1982.